# Thomasroith
Thomasroith ist eine Ortschaft in der Gemeinde Ottnang am Hausruck im Bezirk Vöcklabruck, Oberösterreich.
Die Ortschaft westlich von Ottnang befindet sich am Südabfall des östlichen Ausläufers des Hausrucks. Am 1. Jänner 2024 zählte die Ortschaft 492 Einwohner.

## Geschichte

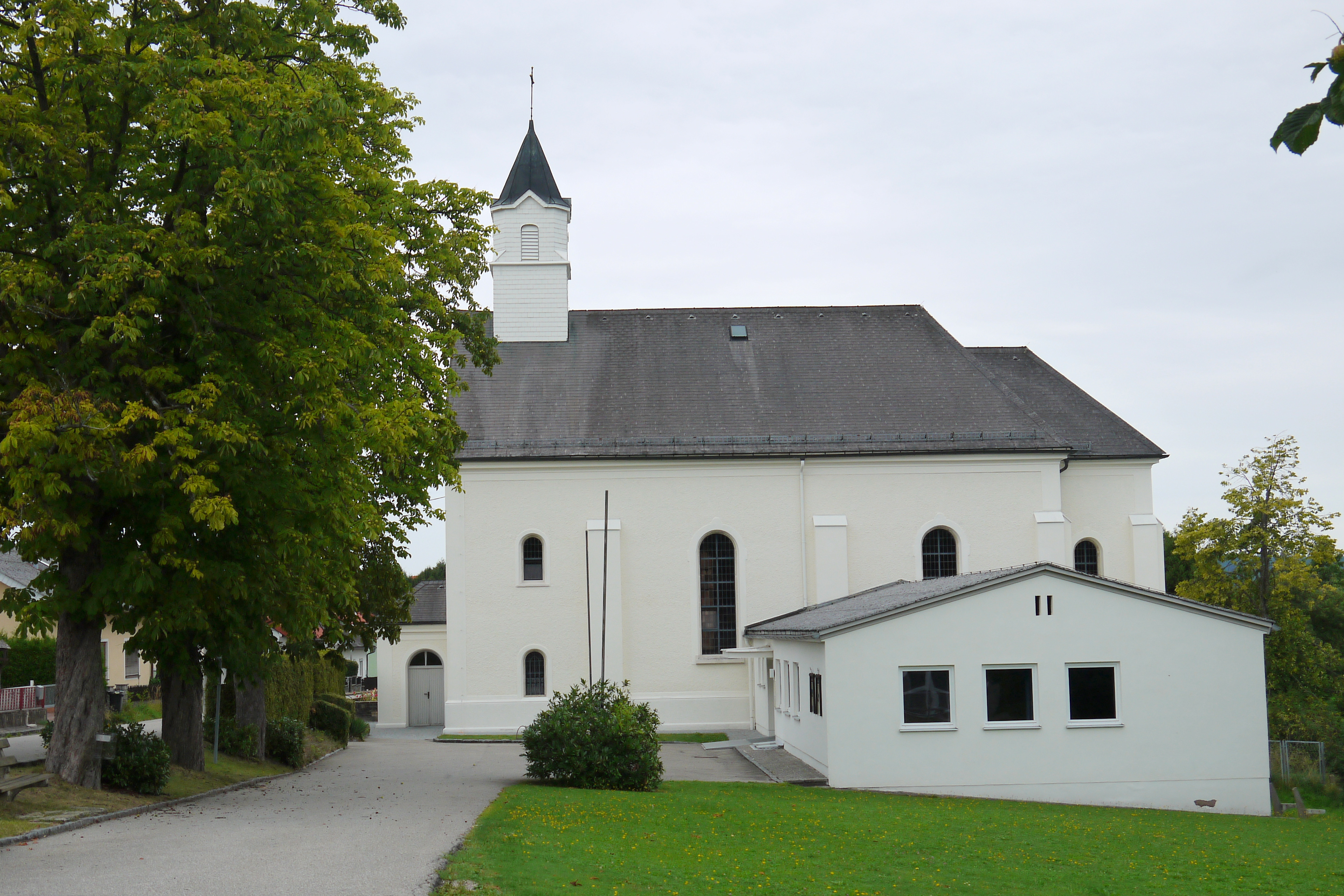
Barbarakirche

Thomasroith wurde im Jahr 1484 erstmals, mit dem damaligen Namen „Thamansreuth“, urkundlich erwähnt.
Erst durch die Wolfsegg-Traunthaler Kohlenwerks AG (WTK) wurde in Thomasroith die Infrastruktur für eine Ortschaft geschaffen. Die WTK gründete in Thomasroith eine Bergmannskolonie und baute in den Jahren 1848–1850 die Niederstrasser-Pferdeeisenbahn von Thomasroith nach Attnang.
Auf Wunsch der Thomasroither Bevölkerung wurde in den Jahren 1906–1907 die Barbarakirche Thomasroith erbaut. Die Finanzierung der Kirche erfolgte großteils durch die WTK.
Im Jahr 1960 wurde mit dem Südfeldstollen der bislang letzte Stollen in Thomasroith angeschlagen. Der Untertagebergbau im Südfeldstollen, und damit in Thomasroith, wurde 1967/1968 eingestellt. Zur Erinnerung an die Bergbautradition im Hausruck wurde ein Teil des Stollens in den Jahren 2004/2005 für Besichtigungen begehbar gemacht.
Seit 1986 sind die Volksschule Thomasroith und die Dr. Hamersky Matobo Primary School im Hochland von Kericho, Kenia, durch eine Schulpartnerschaft verbunden. Durch zahlreiche Projekte lernten sich die Kinder beider Kontinente kennen, über die ungewöhnliche Zusammenarbeit wurde auch häufig in der Mini-ZiB berichtet. 2011 wurde das 25-jährige Jubiläum dieser Schulpartnerschaft gefeiert.

## ThemenwegGrubengeistweg
Auf der Trasse der ehemaligen Eisenbahnstrecke Thomasroith-Holzleithen wurde im Jahr 2006, im Rahmen der Landesausstellung „Kohle und Dampf“, ein Themenweg gestaltet. Dieser startet in Holzleithen und erklärt auf dem Weg zum Südfeldstollen in Thomasroith die Geschichte der Kohle und des Bergbaus im Hausruckwald.